# Matze Knop
Matthias „Matze“ Knop (* 11. November 1974 in Lippstadt), auch bekannt als (Supa) Richie, ist ein deutscher Comedian, Moderator, Sänger, Schauspieler und Imitator.

## Biografie
Matze Knop wuchs in Lippstadt auf, wo sein Vater als Jugendtrainer von Borussia Lippstadt u. a. mit den Rummenigge-Brüdern Michael und Karl-Heinz arbeitete. Seine Medienkarriere begann mit einer Ausbildung zum Hörfunkredakteur bei Radio Bielefeld. Zusätzlich absolvierte er an der Universität Dortmund ein Journalistikstudium.
Erste Bekanntheit erlangte Knop mit der Comedy-Figur „Supa Richie“, mit der er zunächst in lokalen Radiosendern und später auch im Fernsehen Erfolge feiern konnte. Eine größere Bekanntheit erreichte er Ende der 1990er Jahre durch die Platzierung mehrerer Comedylieder in den deutschen Singlecharts. Markenzeichen war dabei ein sekundärer Kiezdeutsch-Ethnolekt, wie beispielsweise in seinem erfolgreichsten Titel Supa Richie: „Wenn du fast am Heulen bist und es nach Ärger riecht: Supa Supa Richie kommt zu disch gefliescht!“ 1998 war er für den Musikpreis Echo der Deutschen Phono-Akademie in der Kategorie Comedy nominiert. Zu dieser Zeit war er auch als Synchronsprecher tätig, so sprach er Adam Sandler im Film Waterboy.
Zu Beginn der 2000er Jahre war er auch im Fernsehen tätig, 2002 moderierte er die Comedy-Sendung Knops Spätshow bei Sat.1. Des Weiteren spielte er in der Folge Die Prinzessin auf der Erbse – Qual der Wahl royal der Serie Die ProSieben Märchenstunde mit. 2007 moderierte er die Show Clipfish TV auf RTL. Außerdem war er häufiger Gast in der Fernsehsendung Dings vom Dach im hr-fernsehen. 2008 erhielt Knop zusammen mit Oliver Pocher den Sport-Bild-Award in der Kategorie „TV-Lieblinge des Jahres“. Bis 2009 moderierte er bei Radio NRW unter anderem die Radiosendung Peppers – Das Comedycamp.
2011 war Knop ein Teil der Neubesetzung der Sat.1-Sendung Die Wochenshow. Er war Co-Moderator der Freitagabendsendung Inka Bause Live im MDR und präsentierte im September 2012 die MDR Samstagabendsendung Feiern unterm Sternenhimmel. Außerdem moderierte er zusammen mit Andrea Kiewel (2010–2011) oder Jeannine Michaelsen (2012) in der Dortmunder Westfalenhalle den KIND-AWARD des Vereins Kinderlachen e. V., für den er seit 2004 als Schirmherr fungiert. Neben den Moderationstätigkeiten ist er auch in Formaten wie der TV total Wok-WM (2012) und Schlag den Star (2013) zu sehen. Außerdem hatte er von 2012 bis 2014 seine eigene Sendung names Matze Knop – der Promi-Profi beim Radiosender 1 Live.
Von 2009 bis Mitte 2012 war er mit dem Bühnenprogramm Operation Testosteron auf Tour, hierbei fungierte Marco Gödde als Regisseur. Im September 2012 startete er mit seinem Bühnenprogramm Platzhirsche – Männer, Machos, Muttersöhnchen. Der Name seines Bühnenprogramms ab Ende 2015 lautete Diagnose Dicke Hose. Knop war zweimal in der Improvisation-Comedyshow Mord mit Ansage auf Sat.1 zu sehen.
Im August 2019 starte Matze Knop gemeinsam mit Oliver Pocher den Podcast Messi & Ronaldo – Der Fußballpodcast. Im April 2020 verließ Pocher den Podcast, seitdem fungieren Reiner Calmund und der Journalist Tobias Holtkamp als Co-Kommentatoren. Im Juni 2021 wurde das Format in Echte Champions XXL umbenannt. Zudem führt er seit Dezember 2022 gemeinsam mit Cathy Hummels den Podcast sHitstorms.
Im März 2020 veröffentlichte er das Buch Kochen mit zwei linken Händen. Von März bis April 2020 hatte er während der COVID-19-Pandemie bei Sky Sport News HD die tägliche Sendung Matze Knops Home Office. Seit 2021 ist er mit dem Bühnenprogramm Mut zur Lücke auf Tour.
Seit Januar 2023 ist Matze Knop abwechselnd neben Klaus Brinkbäumer und Wolfgang Lippert Co-Moderator an der Seite von Kim Fisher in der Sendung Riverboat, nachdem er 2021 und 2022 dort bereits Gastauftritte hatte.
Matze Knop ist regelmäßiger Gast beim Sport1 Fantalk und beim Sport1 Doppelpass. Außerdem ist Matze neben Thomas Helmer und Mario Basler mit der Live-Show Doppelpass on Tour unterwegs. 

### Parodien

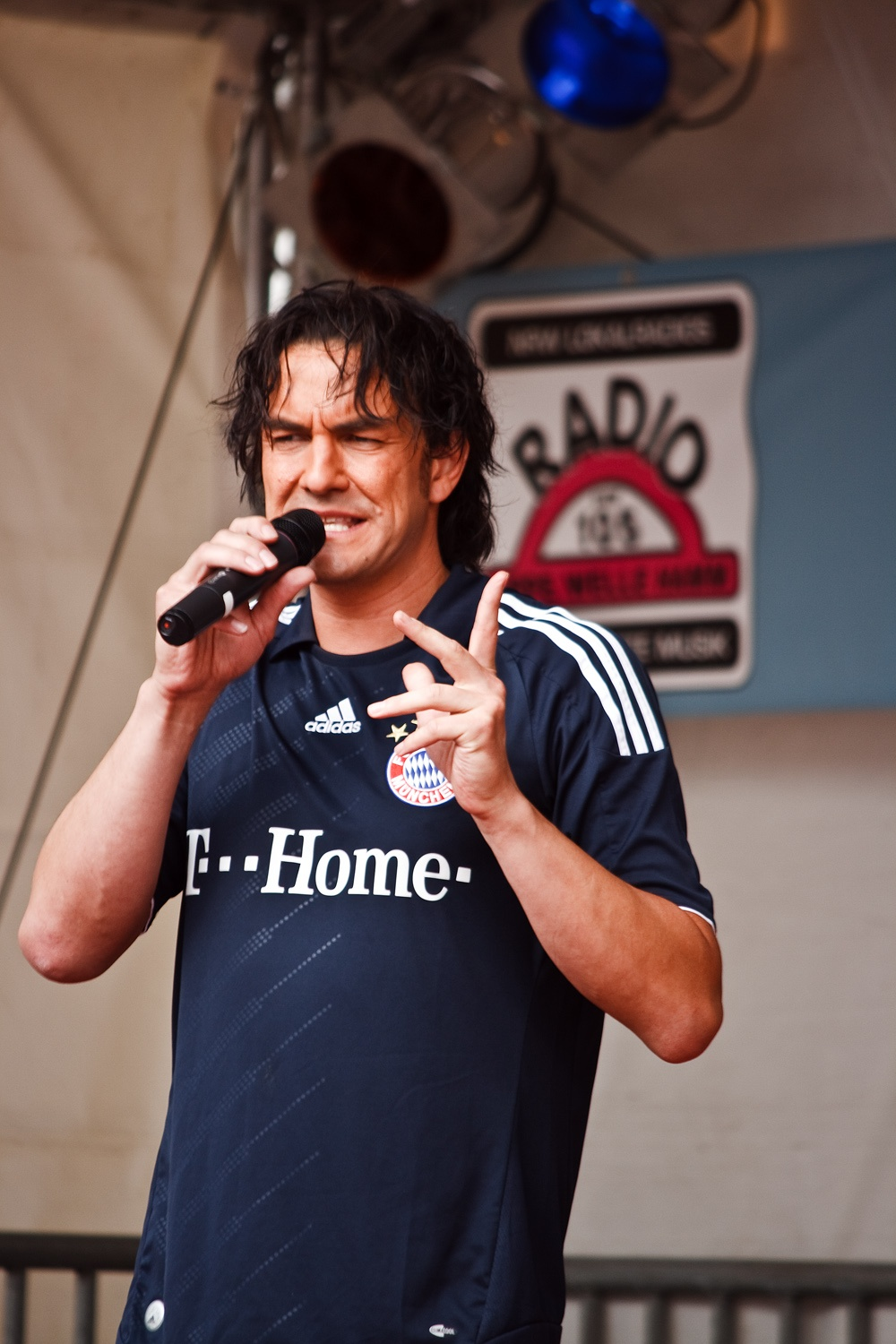
Matze Knop als Luca Toni (2009)

Während der Fußball-Weltmeisterschaft 2006 trat Knop als Franz-Beckenbauer-Imitator in Oliver Pochers Show Pocher zu Gast in Deutschland auf. Ab 2008 war Knop Stammgast in Waldemar Hartmanns ARD-Sendung Waldis Club und parodierte dort erneut Beckenbauer. Im Sommer 2008 startete er das Comedy-Format Knops Kult-Liga, in dem er jede Woche das aktuelle Geschehen der Fußball-Bundesliga humoristisch kommentiert und dabei verschiedene Persönlichkeiten aus der Fußballwelt parodiert. 2010 hatte er zur Fußball-WM in Südafrika die Ableger-Show Knops Kult-WM und trat dort unter anderem als Franz Beckenbauer, Jürgen Klopp, Louis van Gaal und Diego Maradona in Erscheinung. Passend zur WM veröffentlichte er eine Coverversion von Howard Carpendales Lied Hello Again namens Pokal Again. Das Format Knops Kult-Liga erschien zunächst exklusiv auf Bild.de, wird seit 2012 jedoch auch auf Knops YouTube-Kanal veröffentlicht.
Viele der von Matze Knop dargestellten Persönlichkeiten reagieren sehr positiv auf seine Parodien. So findet der ehemalige Aufsichtsratsvorsitzende des FC Schalke 04 Clemens Tönnies die Parodie über sich sehr gelungen: „Matze ist genial, einfach ein Genie. Er kommt nah dran an mich.“ Der italienische Fußballspieler Luca Toni sagte über Knops Parodie im Januar 2009: „Ich lache mich schlapp darüber, wie er mich imitiert. Verblüffend, wie ähnlich wir uns sehen.“ Der Journalist Bernd Gäbler hingegen bemängelt grundsätzlich, Knop begnüge sich damit, den Parodierten oberflächlich nachzuahmen, statt „sich in Gestus, Habitus und Sprache des Dargestellten hineinzuversetzen“.
Knop parodiert auch Jupp Heynckes, Pep Guardiola, Lothar Matthäus, Reiner Calmund, Dieter Bohlen, Dieter Thomas Heck, Dante, Gerd Rubenbauer, Thomas Gottschalk, Arjen Robben, Joachim Löw, José Mourinho, Jürgen Klinsmann, Niki Lauda, Felix Magath, Hans-Wilhelm Müller-Wohlfahrt, Mesut Özil, Cristiano Ronaldo, Philipp Lahm, Huub Stevens, Xabi Alonso, Raúl, Michael Ballack, Franck Ribéry, Thomas Tuchel, Harry Kane und weitere prominente Persönlichkeiten.

### Fußballkarriere
Neben seiner Karriere als Comedian spielt er aktiv Vereinsfußball. So begann er im Alter von sechs Jahren als Verteidiger bei Borussia Lippstadt. 1997 schloss er sich dem Nachfolgeverein von Borussia, dem SV Lippstadt 08 an, bevor er zum Kreisligisten SV Viktoria Lippstadt wechselte. Anschließend spielte er für Rot-Weiß Horn und die Reservemannschaft des SV Lippstadt 08.
Seit 2022 ist Matze Knop Kapitän der deutschen Komiker Fußball-Nationalmannschaft.
Seit 2023 veranstaltet er jährlich das Fußball-Entertainment Format "Matze Knop´s Numero Uno Cup". Bei diesem Charity Event sammelt Knop Geld für karitative Zwecke. 2024 waren unter anderem Simon Terodde, Gonzalo Castro, Thomas Helmes, Mario Basler, Patrick Helmes, Oliver Pocher, Jannik Freestyle, Trainer Dieter Hecking, Mo Idrissou, Reiner Calmund und viele andere dabei. Das Finale 2024 im Stadion des SV Lippstadt 08 gewann eine Auswahl aus Italien gegen Deutschland mit 5:4 im Elfmeterschießen.

## Live-Programme
- 2009: Operation Testosteron
- 2012: Platzhirsche – Männer, Machos, Muttersöhnchen
- 2015: Diagnose Dicke Hose
- 2019: Willkommen in Matzeknopien
- 2021: Mut zur Lücke

## Diskografie

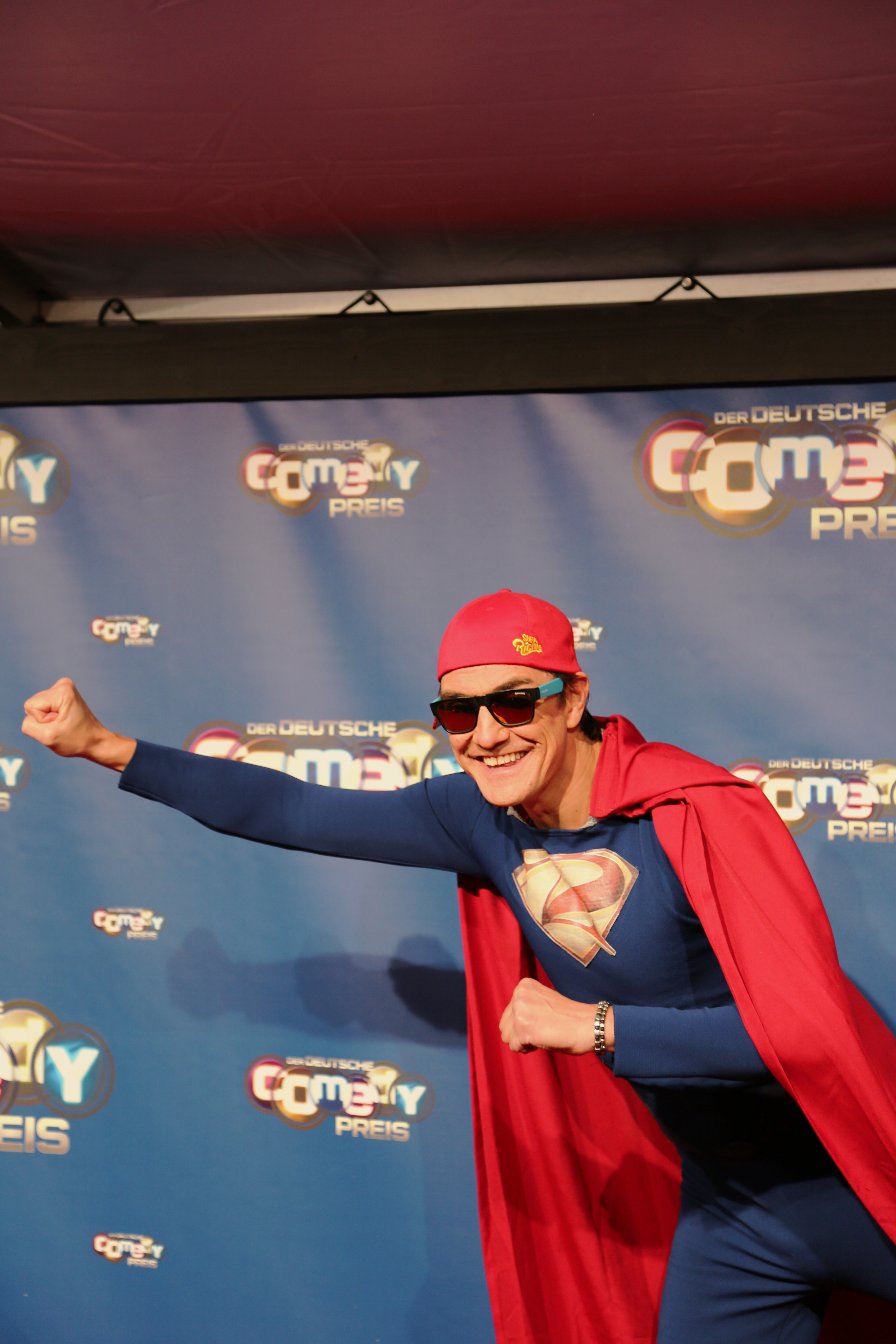
Matze Knop als Richie (2017)

### Alben
Als Richie
- 1997: Sonst hol isch meinä Brüda!
- 1998: Weihnachten mit Richie und den Thekenschlampen / Live Labarei
- 1998: Für Dir!
- 2003: Bin billisch!

Als Matze Knop
- 2009: Operation Testosteron CD
- 2010: Operation Testosteron DVD
- 2012: Ein Traum

### Singles
Als Richie
- 1997: Lach isch, oda was?
- 1998: Supa Richie
- 1998: Für Dir
- 1998: Doof
- 1999: Richies Wältraisä
- 2003: A.L.D.I.

Als Supa Richie
- 2004: Ich heb ab… Hüpfo, Hüpfo!
- 2005: Mit Dich allein (Insellied)
- 2006: Der Klinsmann Song

Als Matze Knop
- 2009: (Luca sei per me) Numero uno
- 2010: Pokal Again
- 2010: Pokal ist weg
- 2011: I wanna be like Jürgen Klopp
- 2012: Die besten in Europa (feat. Waldemar Hartmann)
- 2013: Kloppo you Rockstar
- 2014: Goldene Generation
- 2016: Win the Trophy
- 2018: Jogipalöw (der Jogi Song) (& Silverjam)
- 2023: Musiala
- 2024: Wir sagen Danke schön (Stadionversion) mit Olaf dem Flipper

Als G.G.Merkel
- 2013: Ich bin dein Pilot

### Mit anderen Bands
Mit Y-Titty
- 2014 (Als „Joachim Löw“): Der Poldi muss schießen

## Bücher
- Wer ich bin – und das sind viele. mvg Verlag, München 2010, ISBN 978-3-86882-165-9.
- Kochen mit zwei linken Händen. Gräfe und Unzer Verlag, München 2020, ISBN 978-3-8338-7472-7.

## Filmografie
- 1998: Waterboy – Der Typ mit dem Wasserschaden – (‚Bobby‘ Boucher Jr: Synchronisation)
- 2011: Die Superbullen – Sich selbst und Franz Beckenbauer
- 2011: Rookie – Fast platt – (‚Soldat Bruce‘ als Bruce Darnell)
- 2012: Die Hüter des Lichts – (‚Osterhase‘: Sprechrolle)
- 2013: Notruf Hafenkante – Das Geheimnis der Braut
- 2014: Die Abenteuer von Mr. Peabody & Sherman (‚Agamemnon‘, ‚Leonardo da Vinci‘ und ‚Mona Lisa‘: Synchronisation)
- 2015: Underdogs (sieben Sprechrollen)
- 2021: Otto Fröhliche – Advent, Advents mit Otto und Friends

## Auszeichnungen
- 2005 ausgezeichnet mit dem Kind-Award
- 2008 ausgezeichnet mit dem Sportbild-Award in der Kategorie „TV-Lieblinge des Jahres“
- 2013 Gewinner Magic Comedy Festival, Schweiz
- 2023 Narrenotto der Lindener Narren Hannover
- Numero Uno Cup Sieger 2024

## Nominierungen
- 1998 nominiert für den Deutschen Phono-Preis ECHO in der Kategorie „Comedy“
- 2010 nominiert für den Deutschen Comedypreis in der Kategorie Bester Komiker